# إنيز كورتني
إنيز كورتني (بالإنجليزية: Inez Courtney)‏ هي ممثلة أمريكية، ولدت في 12 مارس 1908 بنيويورك في الولايات المتحدة، وتوفيت في 5 أبريل 1975 في الولايات المتحدة.

## أعمال

### أفلام
- (1933) تمسكي بعشيقك
- (1937) إعصار
- (1939) عندما يأتي الغد

## وصلات خارجية
- إنيز كورتني على موقع IMDb (الإنجليزية)
- إنيز كورتني على موقع أول موفي (الإنجليزية)
- إنيز كورتني على موقع قاعدة بيانات برودواي على الإنترنت (الإنجليزية)
- إنيز كورتني على موقع قاعدة بيانات الأفلام السويدية (السويدية)
- إنيز كورتني على موقع قاعدة بيانات الفيلم (الإنجليزية)
- إنيز كورتني على موقع كينوبويسك (الروسية)